# 漫威电视
漫威电视（英語：Marvel Television），是漫威娱乐的分公司。该部门负责真人、动画的电视节目和相关的DVD。该公司司设立在ABC工作室中。漫威电视还与20世纪福斯合作制作了X战警系列电视节目，如《大群》和《變種天賦》。2019年10月，该部门从漫威娛樂转移到漫威影业，并在两个月后并入后者。